# بلوم اونت فوس ب‌فاو ۱۳۸
بلوم اونت فوس ب‌فا ۱۳۸ (به آلمانی: Blohm & Voss BV 138) یک هواگرد آب‌نشین سه‌موتوره ساخت شرکت بلوم اونت فوس در آلمان بود که نخستین پرواز خود را ماه ژوئیه سال ۱۹۳۷ به انجام رساند. این هواگرد در جریان جنگ جهانی دوم در لوفت‌وافه عموماً در نقش گشت دریایی در آب‌های شمالی خدمت کرد.

## طراحی و تولید
ها ۱۳۸ نخستین طرح یک هواگرد آب‌نشین ساخته شده توسط شرکت هامبورگر فلوک‌تسویک‌باو بود. در پیش‌نمونه اولیه از دو موتور ۱٬۰۰۰ اسب بخاری از مختلف جهت ارزیابی استفاده شد. با این حال، تأخیر پدید آمده در توسعه هواگرد سبب گشت طرح به کلی بازنگری و سه موتور ۶۵۰ اسب بخاری یونکرس یومو ۲۰۵سی به‌کار گرفته شود. تقریباً دو سال پس از ساخت نمونه چوبی، نخستین پیش‌نمونه (ها ۱۳۸ فاو-۱) روز ۱۵ ژوئیه سال ۱۹۳۷ به پرواز درآمد. پیش‌نمونه (ها ۱۳۸ فاو-۲) دوم با طراحی اصلاح‌شده بدنه، ماه نوامبر به برنامه پرواز آزمایشی در مرکز تراومونده پیوست. به هر حال، به زودی مشخص شد هواگرد تعادل مناسبی از نظر هیدرودینامیک و آیرودینامیک ندارد. اصلاح سطوح عمودی دم نتوانست عملکرد را به قدر کافی بهبود ببخشد تا شرکت وادار به باز طراحی کلی‌تری شود.

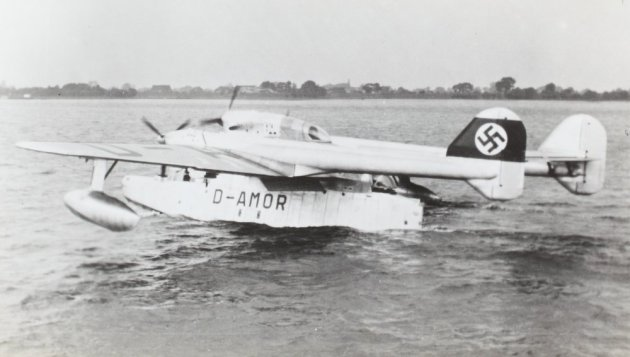
پیش‌نمونه دوم

هواگردِ حاصل، بر مبنای شیوه نام‌گذاری شرکت مادر بلوم اونت فوس، ب‌فاو ۱۳۸آ نام گرفت. در این طراحی اندازه هواگرد بسیار بزرگ‌تر و سطوح هدایت آن بهتر شد. به جهت شکل ظاهری لقب «کفش چوبی پرنده» (Die Fliegende Hultschuh) را بر آن نهادند. نخستین پیش‌نمونه ماه فوریه سال ۱۹۳۹ پرواز کرد و پس از آن پنج هواگرد پیش‌تولید با عنوان ب‌فاو ۱۳۸آ-۰ تولید شد. آزمایش‌ها نشان داد سازه هواگرد همچنان مشکلاتی دارد. بدین شکل ب‌فاو ۱۳۸آ-۴۰ به کارخانه بازگردانده شد تا بیشتر تقویت شود. نتیجه مدل پیش‌تولید ب‌فاو ۱۳۸ب-۰ بود که ۱۰ فروند از آن تولید شد. در این حال، در اثر نیاز فوری به هواگرد ترابری ساحلی، ۲۵ فروند ب‌فا ۱۳۸آ-۱ نیز تولید شد.
در مدل ب‌فاو ۱۳۸ب سازه دم اصلاح و از موتور قدرتمندتر یونکرس یومو ۲۰۵دی استفاده شد تا افزایش وزن جبران شود. نخستین هواگرد ب‌فاو ۱۳۸ب-۱ ماه دسامبر سال ۱۹۴۰ به هوا برخاست و عملکرد بسیار بهتری از مدل پیشین داشت. در این هواگرد تسلیحات پشتی شامل یک توپ خودکار ۲۰ میلی‌متری ام‌گه ۱۵۱ می‌شد. یک مسلسل ام‌گه ۱۵ هم در جایگاه سر باز پشت محفظه موتور میانی بود. در زیرْ مدل ب‌فاو ۱۳۸ب-۱/او۱ هواگرد شش بمب یا خرج عمقی حمل می‌کرد.
در مدل ب‌فاو ۱۳۸سی-۱ بدنه هواگرد هر چه بیشتر تقویت و یک ملخ چهار تیغه در موتور میانی نصب شد. هواگردهای ب‌فاو ۱۳۸ب-۱ نیز با این ملخ باز تجهیز شدند. علاوه بر این در مدل سی-۱ یک توپ خودکار به طرف راست بدنه افزوده شد که بیسیم‌چی آن را به‌کار می‌گرفت. یک مسلسل ۱۳ میلی‌متری ام‌گه ۱۳۱ هم در جایگاه محفظه میانی نصب شد. زیرْ مدل ب‌فاو ۱۳۸سی-۱/او۱ تسلیحات بیشتری داشت.
سال‌های ۱۹۴۲/۴۳ چند هواگرد به مدل ب‌فاو ۱۳۸ام‌اس تبدیل شدند که تمامی تسلیحات از آن حذف شد و در عوض مجهز به ابزار مین‌روبی دایره‌ای‌شکلِ مولد میدان مغناطیسی بود. عنوان ام‌اس از کوتاه‌شده عبارت MusiFlugzeug به معنای «هواگرد موش‌گیر» می‌آمد.
تعداد استاندارد خدمه ب‌فاو ۱۳۸ پنج نفر بود؛ جز مدل سی-۱ که شش نفر خدمه داشت. همه هواگردها قابلیت برخاست به کمک تقویت‌کننده راکت را داشتند. چندین هواگرد به رادار فوگ ۲۰۰ هوهنت‌ویل مجهز شدند تا کاروان‌های دریایی دشمن را تعقیب کنند.
ب‌فاو ۱۳۸ تنها طرح شرکت بلوم اونت فوس در جریان جنگ جهانی دوم بود که به تولید انبوه رسید.

## تاریخچه عملیاتی

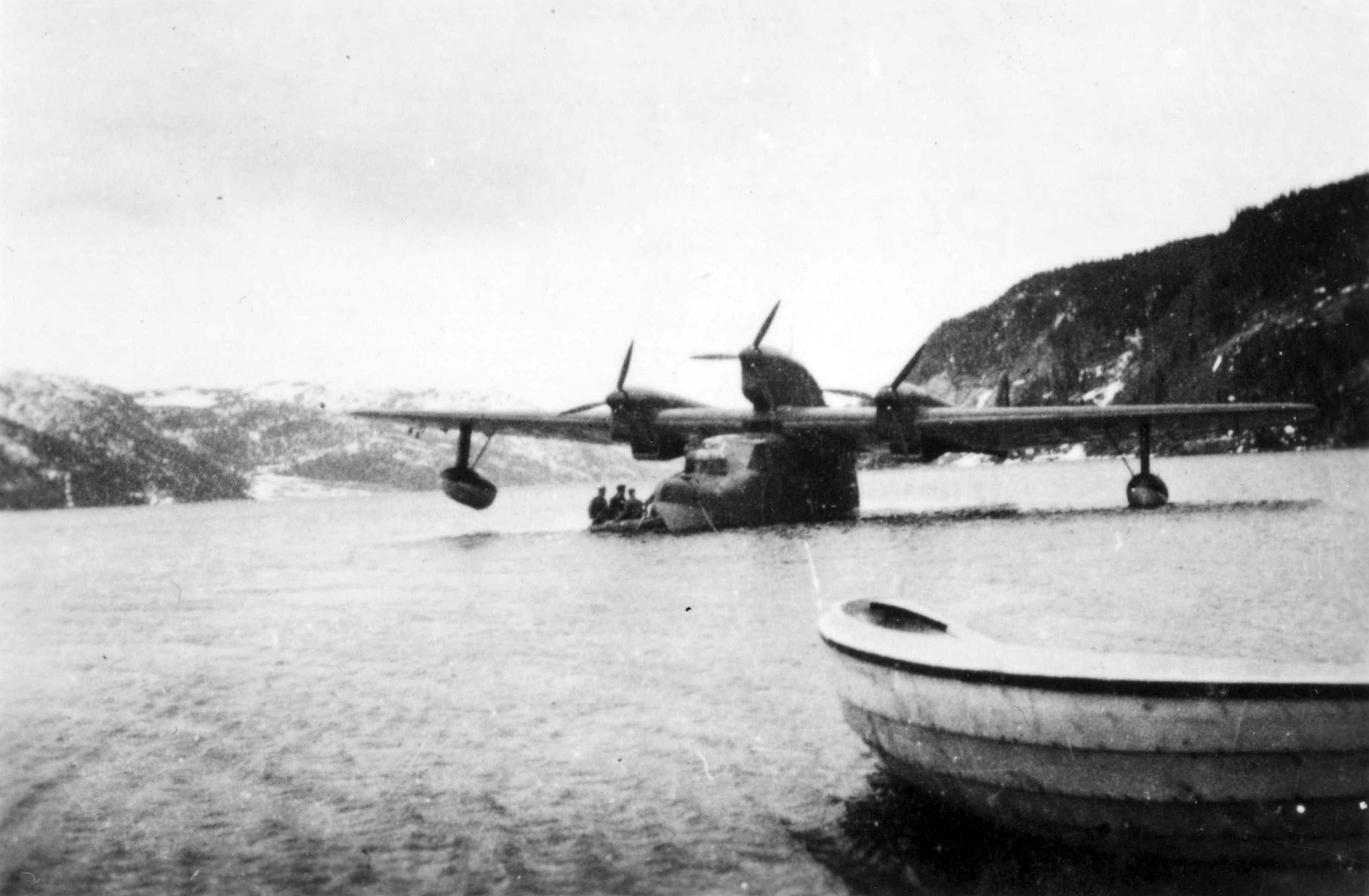
ب‌فاو ۱۳۸، نروژ، مه ۱۹۴۰

ب‌فاو ۱۳۸ در تمامی طول جنگ جهانی دوم مورد استفاده بود. دو فروند از هواگردهای ب‌فاو ۱۳۸آ-۱ بلافاصله پس از تولید در جناح دریایی ۱۰۸ رزمی با مأموریت ویژه، در کارزار نروژ به‌کار گرفته شدند. مدت کوتاهی بعد اسکادران ۱ گروه ساحلی ۵۰۶ در خلیج بیسکی از ماه اکتبر سال ۱۹۴۰ و پس از آن اسکادران ۲ گروه ساحلی ۹۰۶ به این هواگردها مجهز گشتند. ب‌فاو ۱۳۸آ-۱ خدمت دردسرسازی داشت و گرفتار مشکلاتی در سازه، موتورها و تسلیحات بود.
ب‌فاو ۱۳۸ علاوه بر پایگاه‌های ساحلی، از کشتی‌های هواگرد آبنشین نیز عمل می‌کرد. تعدادی از آن‌ها بدین منظور مجهز به قلاب پرتاب با منجنیق، شدند. با وجود مشکلات اولیه، ب‌فاو ۱۳۸ به یکی از بهترین هواگردهای گشت دریایی لوفت‌وافه بدل شد که طول پروازی بلند و تاب‌آوری زیادی در مقابل صدمات وارد آمده از جانب دشمن یا عوامل طبیعی، داشت.
سال ۱۹۴۱ دو یگان مستقر در فرانسه به آلمان بازگشتند تا به مدل جدیدتر ب‌فاو ۱۳۸ب-۱ تجهیز گردند. این یگان‌ها بعداً در دریای بالتیک مستقر شدند. در این حال نروژ به مکان اصلی عملیات هواگردهای ب‌فاو ۱۳۸ تبدیل و چندین اسکادران از آن‌ها در آن ایجاد شد. اسکادران ۲ گروه ساحلی ۴۰۶ نخستین بود که با دریافت ب‌فاو ۱۳۸ در تابستان سال ۱۹۴۱، عملیات در نروژ را آغاز کرد. از پایگاه‌های نروژ، هواگردهای ب‌فاو ۱۳۸ تا اقیانوس اطلس شمالی و اقیانوس منجمد شمالی می‌رسیدند و کاروان‌های دریایی در مسیر شوروی را مورد تعقیب و حمله قرار می‌دادند. در حین فعالیت در این مناطق، از او-بوت‌ها سوخت‌گیری می‌نمودند. هواگردهای ب‌فاو ۱۳۸ در یک مورد قابل توجه، تابستان سال ۱۹۴۳ برای سه هفته از پایگاهی در نوایا زملیا در خاک شوروی که توسط او-بوت‌ها برقرار شده بود، عمل کردند.
لوفت‌وافه تعداد اندکی هواگرد ب‌فاو ۱۳۸ام‌اس را برای پاکسازی رودخانه‌ها، کانال‌ها و سواحل از مین دریایی به‌کار برد.

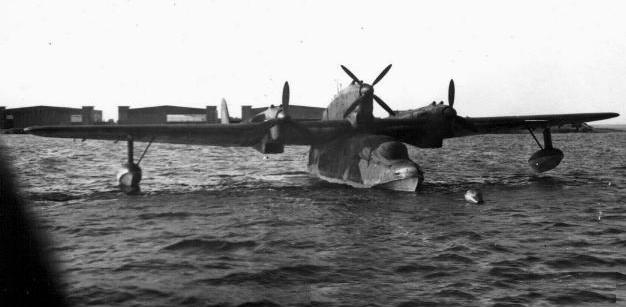
ب‌فاو ۱۳۸، رومانی، ۱۹۴۳

دریای سیاه ناحیه عملیاتی دیگری بود که هواگردهای ب‌فاو ۱۳۸سی-۱ با عمل از پایگاه کونستانزا در رومانی، ماموریت‌هایی را در قالب اسکادران ۳ گروه شناسایی دریایی ۱۲۵، تا اواخر سال ۱۹۴۴ به اجرا گذاشتند.
هواگردهای ب‌فاو ۱۳۸ سال ۱۹۴۳ در تعداد زیاد در قالب در جبهات مدیترانه و غرب فرانسه مستقر شدند. اسکادران‌های ۳ گروه شناسایی دریایی ۱۲۹ در بیسکاروس در جنوب غربی فرانسه و ۳ گروه شناسایی دریایی ۱۲۶ در جزیره کرت با این پرنده‌ها تا سال ۱۹۴۴ به عملیات پرداختند. یگان دوم به بالتیک منتقل شد و در پایان جنگ در دانمارک تسلیم متفقین شد.
روزهای پایانی جنگ، یک هواگرد ب‌فاو ۱۳۸ روز ۱ مه سال ۱۹۴۵ مأمور به انتقال وصیت‌نامه آدولف هیتلر، پیشوای آلمان، به خارج از برلینِ در محاصره، شد. این هواگرد در یک دریاچه درون شهر فرود آمد اما فرمانده آن از سوار کردن حاملین وصیت‌نامه که مدارک شناسایی نداشتند، خودداری کرد. در عوض ۱۰ مجروح به کپنهاگ منتقل شدند.

## مشخصات فنی
ب‌فاو ۱۳۸سی-۱:
مشخصات عمومی
- خدمه: ۵ نفر
- طول: ۱۹٫۸۵ متر
- طول بال: ۲۶.۹۳ متر
- مساحت بال: ۱۱۲ متر مربع
- ارتفاع: ۵٫۹ متر
- وزن خالی: ۱۱٬۷۷۰ کیلوگرم
- وزن بارگذاری‌شده: ۱۵٬۴۷۰ کیلوگرم

- حداکثر وزن هنگام برخاستن: ۱۷٬۶۵۰ کیلوگرم
- نیرومحرکه: ۳ × موتور خطی پیستونی یونکرس یومو ۲۰۵دی: ۸۸۰ اسب بخار (۶۵۶ کیلووات)

عملکرد
- حداکثر سرعت: ۲۸۵ کیلومتر بر ساعت در سطح دریا
  - ۲۷۴ کیلومتر بر ساعت در ۲٬۵۰۰ متری
- سرعت پایاسیر: ۲۳۵ کیلومتر بر ساعت
- برد: ۵٬۰۰۰ کیلومتر
- سقف پرواز: ۵٬۰۰۰ متر

تسلیحات
- ۲ × توپ خودکار ۲۰ میلی‌متری ام‌گه ۱۵۱ در برجک پشت
- ۱ × مسلسل ۱۳ میلی‌متری ام‌گه ۱۳۱ در جایگاه پشت محفظه موتور میانی
- ۱ × مسلسل ۷٫۹۲ میلی‌متری ام‌گه ۱۵ در دریجه سمت راست بدنه
- ۳ × بمب ۵۰ کیلوگرمی زیر ریشه بال راست یا ۶ × بمب ۵۰ کیلوگرمی یا ۴ × خرج عمقی ۱۵۰ کیلوگرمی (ب‌فاو ۱۳۸سی-۱/او۱)